# Drift (Messtechnik)
Als Drift bezeichnet man in Naturwissenschaft und Technik eine verhältnismäßig langsame Änderung eines Merkmals oder einer Eigenschaft eines Systems, einer Einrichtung oder eines Bauelementes, wozu keine gewünschte Ursache bekannt und keine bekannte Ursache erwünscht ist.
Bei Messgeräten wird eine langsame Änderung der Ausgangsgröße, die nicht mit einer Änderung der Eingangsgröße zusammenhängt, als Drift bezeichnet.

## Abgrenzung
In der Elektrotechnik wird als Drift auch eine meistens erwünschte Bewegung von Ladungsträgern aufgrund eines äußeren Feldes verstanden. Sie zeigt sich als Elektronen- oder Ionenstrom mit einer zur elektrischen Spannung proportionalen Driftgeschwindigkeit. Diese mit Ladungs- oder auch Massetransport verbundene Drift ist hier nicht gemeint.

## Kennzeichen
Die Drift kann in eine Richtung gehen, aber auch in Richtung des ursprünglichen Zustandes zurückführen, sie kann von Umgebungsbedingungen (Temperatur, Luftfeuchtigkeit) abhängen, insbesondere als Temperaturdrift. Sie kann sich auch einfach im Laufe der Zeit ohne solche Einflüsse als Langzeitdrift einstellen, sei es durch in eine Richtung gehende Alterung von Bauelementen, sei es durch unvorhersehbare, extrem niederfrequente Vorgänge als besondere Form des Rauschens.
Für den Anfangswert eines Signalbereiches (beispielsweise eines Verstärkers) ist die Nullpunktdrift von Bedeutung. Die damit verbundene relative Abweichung wird umso größer, je näher am Nullpunkt gemessen wird (z. B. bei Vergrößerungen oder Verstärkungen). Nullpunktdrift kann durch Auto-Zero-Verstärker weitgehend reduziert werden. – Entsprechend ist für einen Endwert des Signalbereiches die Drift von Eigenschaften der Bauelemente von Bedeutung, die die Empfindlichkeit oder Verstärkung beeinflussen ("gain drift").
Zur Vermeidung von Langzeitdrift ist auf Justierung in fallweise vorgeschriebenen Abständen unter Referenzbedingungen zu achten, beim Nullpunkt gegebenenfalls vor jedem Gebrauch. Zur Vermeidung von Einflüssen sollen Geräte unter Referenzbedingungen betrieben werden.

## Beispiele

### Drift der Frequenz
Oszillatoren dienen vielfach der Bereitstellung einer Frequenz. Fallweise wird ein hoher Stabilitätsanspruch gestellt, beispielsweise bei Sendefrequenzen, damit diese nicht aufeinander zu driften, wodurch sich Sender gegenseitig stören können.
In einem weiteren Beispiel dient ein Oszillator als Taktgeber einer Uhr, in der Taktperioden für die Messung der Zeit gezählt werden. Eine noch so geringe Abweichung der Frequenz sammelt sich zu einer unübersehbaren Abweichung der Zeit an. Mit der Frequenzerzeugung durch Schwingquarze haben sich die Probleme mit der Ganggenauigkeit von Uhren deutlich vermindert, zugleich die Anforderungen deutlich erhöht. Bei Uhrenquarzen ist eine Temperaturdrift bekannt, falls die Temperatur von ihrem Referenzwert 25 °C abweicht, ferner Langzeitdrift (Alterung).
Für die Netzfrequenz ist ihre Abweichung vom Nennwert ein direkter Qualitätsindikator über die Relation der von Kraftwerken angebotenen elektrischen Momentanleistung und der Abnahme der elektrischen Momentanleistung durch Verbraucher. Kommt es zu einem Unterangebot, führt das zu einer Drift in der Form einer Absenkung der Netzfrequenz. Da die Netzfrequenz als Takt für Synchronuhren verbreitet verwendet wird, und da eine zu niedrige Frequenz zu einer zu niedrigen Anzahl von Perioden führt, ist nicht nur dafür Sorge zu tragen, dass eine negative Frequenzabweichung möglichst schnell vermieden wird, sondern dass zusätzlich eine negative Abweichung durch eine positive Frequenzabweichung kompensiert wird, damit keine Zeitabweichung aufläuft.

### Drift der Spannung
Analog-Digital-Umsetzer, Digital-Analog-Umsetzer und manche weitere Schaltungen benötigen eine präzise Referenzspannung. Dazu sind Referenzspannungsquellen auf dem Markt. In Datenblättern (siehe Beispiele unter Langzeitdrift) werden Drifteinflüsse angegeben infolge
- Änderung der Stromstärke
- Änderung der Speisespannung
- Änderung der Temperatur
- Hysterese nach Durchlaufen einer Temperaturschwankung

und auch die
- Langzeitdrift.

Bei Operationsverstärkern ist die Offsetspannung eine wesentliche Kenngröße für die additive systematische Abweichung des Kennlinienverlaufs vom idealerweise zu erwartenden Verlauf. Für die Offsetspannung kommt neben der Langzeitdrift eine Drift durch Einflüsse in Betracht, insbesondere
- Einfluss der Temperatur
- Einfluss der Betriebsspannung
- Einfluss der Gleichtaktspannung.